# Río Maipué
Río Maipué är ett vattendrag i Chile. Det ligger i den södra delen av landet, 900 km söder om huvudstaden Santiago de Chile.
I omgivningarna runt Río Maipué växer huvudsakligen savannskog. Runt Río Maipué är det ganska glesbefolkat, med 24 invånare per kvadratkilometer.